# Saint Kitts și Nevis
Federația Saint Kitts și Nevis (în engleză Federation of Saint Kitts and Nevis sau Federation of Saint Christopher and Nevis - ambele denumiri oficiale) este o țară insulară care se întinde pe două insule din arhipelagul Antilele Mici, între Marea Caraibelor și Oceanul Atlantic. Este cel mai mic stat de pe continentele americane atât din punct de vedere al suprafeței cât și al populației.

## Istoric
Insulele Saint Kitts și Nevis sunt două dintre cele mai vechi teritorii coloniale din Caraibe. Saint Kitts a devenit prima colonie britanică din Indiile de Vest în 1624 și apoi a devenit prima colonie franceză în Caraibe în 1625, atunci când ambele națiuni au decis să împartă insula.
Cinci mii de ani înainte de sosirea europenilor, pe insulă s-au stabilit popoarele amerindiene. Ultimii sosiți, populația Kalinago, a sosit de aproximativ 3 secole înainte de europeni. Kalinago au permis europenilor colonizarea insulei Saint Kitts, în vreme încearcările de dinainte de a se stabili pe alte insule s-au soldat cu imediata distrugere a coloniilor de către indieni. Populația Kalinago a fost în cele din urmă masacrată in marele genocid Kalinago din 1626. Deși, de cele mai multe ori trecută cu vederea in istorie este faptul că, în 1600, în timpul domniei lui Cromwell, Anglia a adus aproximativ 25000 de irlandezi pe St Kitts ca sclavi pentru a lucra pe insulă. [3]
Bãtãlia de la Saint Kitts din 1782, așa cum este descrisă de un observator într-o gravură franceză intitulat "Attaque de Brimstomhill".
Insula Nevis a fost colonizată în 1628 de către coloniști britanici de pe Saint Kitts. De acolo, Saint Kitts a devenit prima bază pentru expansiunea britanică și franceză, insulele din Antigua, Montserrat, Anguilla și Tortola (britanicii), și din Martinica, Guadelupe și St Barths (francezii) au fost colonizate de pe ea.
Deși de mici dimensiuni, și separate de numai 3 km de apă, cele două insule au fost vizitate și guvernate de diferite state până la sfârșitul secolului 19, atunci când au fost unificate forțat, împreună cu insula Anguilla de către britanici. Chiar și în prezent relațiile dintre cele două insule sunt încordate, Nevis acuzând Saint Kitts de neglijarea nevoilor sale.
Saint Kitts și Nevis, împreună cu Anguilla, a devenit un stat asociat cu deplină autonomie internă în anul 1967. cei din Anguilla s-au răzvrătit, și insula lor a primit permisiunea de a se separa de ceilalte insule în 1971. Sf. Kitts și Nevis obținut independența în 1983. Acesta este cel mai nou stat suveran din Americi. În august 1998, un referendum în Nevis pentru separarea de St Kitts a căzut cu puțin sub majoritate de două treimi necesară. La sfârșitul lunii septembrie 1998, uraganul Georges a cauzat daune de aproximativ 445 milioane dolari și a limitat creștere PIB pentru acel an.
Alexander Hamilton, primul secretar ale Trezoreriei Statelor Unite, s-a născut pe Nevis, el a petrecut copilaria acolo și pe St Croix, atunci aparținând de Danemarca, și acum de Insulele Virgine Americane.

## Patrimoniu mondial UNESCO
Parcul național și fortăreața Brimstone Hill au fost înscrise în anul 1999 pe lista patrimoniului mondial UNESCO.